# Condor (série télévisée)
Pour les articles homonymes, voir Condor.
Condor est une série télévisée américaine d'espionnage basée sur le roman Les Six Jours du Condor (1974) de James Grady et le film Les Trois Jours du Condor (1975) réalisé par Sydney Pollack avec Robert Redford dans le rôle-titre.
Elle est diffusée aux États-Unis en 2018 sur Audience Network puis sur Epix en 2020, et en France par la chaîne 13e rue à partir de 2018 ainsi que sur la chaîne MGM d'Amazon Prime Video depuis septembre 2022. Elle comporte deux saisons (2018 et 2020) de dix épisodes chacune. En février 2022, la chaîne payante Epix annonce la production d'une troisième saison.

## Synopsis

### Saison 1
Joe Turner, dont le nom de code est Condor, est un jeune analyste dont l'idéalisme est mis à l'épreuve lorsqu'il rejoint une cellule dépendante de la CIA à Washington dans l'espoir de réformer l'Agence fédérale de l'intérieur. Quelque temps plus tard il assiste impuissant à l’assassinat de tous ses collègues. Désormais en fuite, il cherche à remonter au cœur d'une conspiration qui menace la vie de millions de personnes.

### Saison 2
Joe Turner, désormais ex-agent de la CIA, voyage à travers l’Europe en tentant d'oublier les événements tragiques qu'il a vécu. Malgré tout, son oncle, membre éminent de la CIA, essaye de le contacter, mais Joe ignore ses appels. Quand il décide finalement de le rappeler, le directeur adjoint de la CIA, Reuel Abbott, lui répond en lui annonçant une terrible nouvelle. Joe accepte alors à contre-cœur de mener une mission pour l'Agence. Il sécurise un agent russe, Vasili Sirin, et le ramène aux États-Unis. Celui-ci aurait des informations sur une taupe au sein de la CIA.

### Saison 3
De nouveau agent analyste au siège de l'Agence à Langley, en Virginie, Joe Turner travaille au sein du service "Afrique", dont les membres ont pour mission de surveiller et contrer les agissements de la Chine, désormais vue comme la puissance qui menace les intérêts et le leadership des États-Unis  sur le continent africain et dans le reste du monde,.

## Distribution

### Personnages principaux
- Max Irons (VF : Donald Reignoux) : Joe Turner
  - Marko Vujicic : Joe Turner, enfant
- Kristen Hager (VF : Karine Texier) : Mae Barber
- Bob Balaban (VF : Patrice Dozier) : Reuel Abbott
- Toby Leonard Moore[3] : Gordon Piper
- Constance Zimmer[3] (VF : Armelle Gallaud) : Robin Larkin
- Alexei Bondar[3] : Vasili Sirin
- Isidora Goreshter : Kat Gnezdy
- Jonathan Kells Phillips : Akardyr Volk
- Eric Johnson[3] (VF : Damien Boisseau) : Tracy Crane

### Anciens acteurs principaux
- William Hurt (VF : Féodor Atkine) : Bob Partridge (saisons 1 et 2)
- Leem Lubany (en) (VF : Marie Tirmont) : Gabrielle Joubert (saisons 1 et 2)
- Angel Bonanni (en) (VF : Damien Ferrette) : Deacon Mailer (saison 1)
- Mira Sorvino (VF : Danièle Douet) : Marty Frost (saison 1)

### Personnages récurrents
- Katherine Cunningham (VF : Caroline Victoria) : Kathy Hale
- Brendan Fraser (VF : Guillaume Orsat) : Nathan Fowler
- Gage Graham-Arbuthnot (VF : Maïa Michaud) : Jude Barber
- Kristoffer Polaha (VF : Guillaume Lebon) : Sam Barber
- Sam McCarthy (VF : Marion Koen) : Sam Barber Jr.
- Steve Belford (VF : Nicolas Duquenoy) : Manfredi
- Jamie Robinson (VF : Pascal Vilmen) : l'observateur à la CIA
- Christina Moses (VF : Hélène Bizot) : Sharla Shepard
- Gabriel Hogan (VF : Stéphane Pouplard) : Boyd Ferris
- Ellen Wong (VF : Bénédicte Bosc) : Sarah Tan[4]
- Michelle Vergara Moore : Clara Lizon
- Kate Vernon (VF : Micky Sebastian) : Lily Partridge[5]
- Samer Salem : Ammar Nazari
- Mouna Traoré (VF : Ludivine Maffren) : Iris Loramer
- Dalmar Abuzeid (VF : Diouc Koma) : Caleb Wolfe
- Melissa O'Neil (VF : Olivia Luccioni) : Janice
- Kjartan Hewitt (VF : Aurélien Raynal) : Harold Floros
- Jess Salgueiro : Jada
- Tennille Read : Ellie
- Jamie McShane (VF : Jérôme Keen) : Gareth Lloyd
- John Bourgeois (VF : Gérard Darier) : le père de Nathan Fowler
- Taylor Thorne : Chloe Fowler
- Jean-Michel Le Gal (VF : Alexandre Gillet) : Elden Loramer
- Ahmed Muslimani : Saeed Abu-Saeed
- Rita Volk (VF : Audrey Sourdive) : Polina[6]

 Source et légende : version française (VF) sur RS Doublage

## Production

### Développement
En mars 2015, Skydance Media, en partenariat avec MGM Television et Paramount Television, annonce qu'elle produira une série télévisée intitulée Condor, basée sur le roman Six Days of the Condor de James Grady et de son adaptation cinématographique écrite par Lorenzo Semple Jr. et David Rayfiel. Finalement développée par les scénaristes Todd Katzberg, Jason Smilovic et Ken Robinson, la série est diffusée le 6 juin 2018 sur Audience Network et comporte dix épisodes d'une cinquantaine de minutes.
Condor est renouvelé pour une deuxième saison de dix opus le 27 juillet 2018. Cependant, en janvier 2020, Audience Network annonce qu'elle mettra fin à ses opérations dans son format actuel en mai de la même année, annulant ainsi la série. La deuxième saison, déjà filmée au moment de l'annonce, est reprise et diffusée fin 2021 par Epix.
En février 2022, le magazine Variety annonce la production d'une troisième saison par Epix.

### Distribution
En février 2017, l'acteur britannique Max Irons est choisi pour le rôle principal. En avril 2017, la production annonce que William Hurt, Brendan Fraser, Bob Balaban, Leem Lubany, Kristen Hager et Angel Bonanni ont rejoint la distribution principale et que Mira Sorvino, Christina Moses, Katherine Cunningham, Gabriel Hogan, Kristoffer Polaha, et Kate Vernon sont engagés pour des rôles récurrents. Puis en août 2017, c'est au tour des actrices Mouna Traoré et Ellen Wong d'intégrer la liste des personnages récurrents.
Pour la deuxième saison, Max Irons, William Hurt, Bob Balaban, Kristen Hager, Leem Lubany, Angel Bonnani et Kate Vernon sont confirmés dans leurs rôles ainsi que les jeunes acteurs canadiens Sam McCarthy et Gage Graham-Arbuthnot.

### Tournage
Le tournage a lieu dans la ville canadienne de Toronto et dans sa banlieue. Quelques scènes, notamment des premiers épisodes, sont tournées à Washington, principale localité où se déroule l'intrigue. Les scènes d'intérieur sont réalisées aux Cinespace Film Studios également situés à Toronto. La saison 1 est tournée du 23 avril au 15 août 2017.    
Le tournage de la saison 2 débute le 29 avril 2019 et prend fin le 29 août 2019. Il se déroule à Budapest et à Toronto.

## Diffusion
La première saison a été diffusée aux États-Unis du 6 juin au 15 août 2018 sur Audience Network, et la deuxième du 7 novembre au 26 décembre 2021 sur la chaîne de télévision payante Epix.
En France, la série est diffusée à partir du 18 novembre 2018 à la télévision sur la chaîne 13e rue[réf. souhaitée] et au Québec depuis le 18 juillet 2019 sur ICI TOU.TV et sur le Club Illico à partir du 13 octobre 2022, et en Belgique dès le 22 avril 2020 sur La Trois. Elle reste inédite dans les autres pays francophones.
Les deux premières saisons sont disponibles en version originale sous-titrée sur la chaîne MGM d'Amazon Prime Video France.

## Fiche technique
- Titre : Condor
- Création : Todd Katzberg, Jason Smilovic et Ken Robinson
- Scénaristes: Todd Katzberg (saisons 1 et 2) Jason Smilovic (saisons 1 et 2), Ken Robinson (saison 1), Jacob Held (saison 2), Daria Polatin (saison 2), Mac Marshall (saison 2), Michael Oates Palmer (saison 2), Rachel Pologe (saison 2) et Amy Suto (saison 2)
- Réalisation : Andrew McCarthy (saisons 1 et 2), Jason Smilovic (saisons 1 et 2), Lawrence Trilling (saison 1), Kari Skogland (saison 1), Rachel Leiterman (saison 2), Alexis Ostrander (saison 2) et Ali Selim (saison 2)
- Directeurs de la photographie : Steve Cosens (saison 1), Evans Brown (saison 2) et Jeremy Benning (saison 2)
- Producteurs exécutifs : Jason Smilovic, Lawrence Trilling, David Ellison, Dana Goldberg, Marcy Ross, John Ward, Shane Elrod
- Sociétés de production : Audience Network (saison 1), MGM Television (saisons 1 et 2), MGM/UA Television (saisons 2 et 3), Paramount Television (saisons 1, 2 et 3), Epix (saisons 2 et 3) et Skydance Television (saisons 1, 2 et 3)
- Décors et direction artistique : Friday Myers (saisons 1), Samir Zaidan (saisons 1), Michelle Lannon (saisons 1), Rocco Matteo (saisons 1 et 2) et Mun Ying Kwun (saisons 1 et 2)
- Costumes: Abram Waterhouse (saisons 1 et 2)
- Musique : Trevor Morris (saisons 1)[14]

## Épisodes
Chaque titre a la particularité d'être tiré d'une citation d'un auteur ou d'une personnalité historique. Ainsi l'épisode 1 de la saison 1 est titré d'après une  formule issue de Middlemarch (1871), un roman de l'écrivaine britannique George Eliot : "Quelle solitude est plus solitaire que la méfiance?" (en anglais : "What loneliness is more lonely than distrust?"),,.

### Première saison (2018)
1. Quelle solitude (What Loneliness)
2. La solution à tous les problèmes (The Solution to All Problems)
3. Être bon patriote (A Good Patriot)
4. Pris au piège dans l'histoire (Trapped in History)
5. Un diamant avec un défaut (From Innocence)
6. Ça n'existe pas (No Such Thing)
7. Par une forêt obscure (Within a Dark Wood)
8. Une question de compromis (A Question of Compromise)
9. La mort est la moisson (Death is the Harvest)
10. La perfidie croît (Mistrust Blossoms)

### Deuxième saison (2020)
1. L'exil est un rêve (Exile Is a Dream)
2. Pour la bonne cause (If It Serves a Greater Good)
3. Un ancien agent du KGB (A Former KGB Man)
4. La vérité d'un homme (Not What He Thinks He Is)
5. Sortir de son exil (Out Of His Exile)
6. Une offre d'engagement (An Offer of Enrollment)
7. Une perspective et non la vérité (A Perspective, Not the Truth)
8. Les chemins qu'on prend (The Road We Take)
9. Le plus grand des périls (The Greatest Hazard)
10. Pas forcément perdre (Not Necessarily to Lose)

### Troisième saison
En cours de production